# Innamo sund
Innamo sund är ett sund och en farled i Finland. Det ligger i Nagu i landskapet Egentliga Finland, i den sydvästra delen av landet, 180 km väster om huvudstaden Helsingfors.
Innamo sund löper mellan ön Innamo i öster och öarna Voit, Kråkholmen och Kait i väster för att sedan fortsätta söderut mellan Rutilot i öster och Kolkan i väster. Den ansluter till Kalsorfjärden i norr.